# Občina Maribor-Tezno
Občina Maribor-Tezno je nekdanja občina v Sloveniji, katera je pokrivala jugovzhodni del mesta Maribor, ki je enak območju današnje Mestne četrti Tezno ter bližnjo okolico. Občina je delovala v dveh ločenih časovnih obdobjih ter je veljala za izrazito industrijski in stanovanjski predel Maribora. 

## Zgodovina
Občina je bila prvotno ustanovljena z Zakonom o območjih okrajev in občin v Ljudski republiki Sloveniji, ki ga je sprejela  Ljudska skupščina Republike Slovenije leta 1955. Poleg tezenske so bile na območju Maribora ustanovljene še občine Maribor-Center, Maribor-Tabor in Maribor-Košaki. Leta 1964 je začel veljati Zakon o območjih okrajev in občin v Socialistični republiki Sloveniji, s katerim je bil občina Maribor-Tezno uvrščena v mariborski okraj. V zakonu je bilo opredeljeno da zajema del mesta Maribor in druge katastrske občine in naselja. V tej obliki je bila občina ukinjena leta 1967, ko so se dotedanje občine združile v enotno občino Maribor.
Teritorialne dimenzije velike občine Maribor so v letu 1978 sprožile ponovno razpravo o njeni reorganizaciji. Leta 1979 je v Mariboru potekala širša razprava o strategiji preoblikovanja, nakar je bil v marcu 1980 razpisan referendum, kjer so občani podprli predloge družbeno-političnih organizacij, tako da se območje dotedanje velike občine Maribora preoblikovalo v šest mestnih občin. Ena izmed njih je bila tudi Maribor-Tezno. Občina je prenehala z delovanjem 15. 4. 1990, ko so se občine skladno z Zakonom o združitvi mariborskih občin  ponovno združile v enotno Mestno občino Maribor.
Leta 1996 je bila z Odlokom o mestnih četrteh in krajevnih skupnostih v Mestni občini Maribor ustanovljena Mestna četrt Tezno, ki obsega celotno mestno področje Občine Maribor-Tezno. 

## Geografija
Geografsko je bilo območje občine zelo razgibano, saj je obsegalo področja goste poselitve in industrije ter gozdnati jugovzhodni del Pohorja in večinoma kmetijsko Dravsko polje. Površina celotne občine je obsegala 157 kvadratnih kilometrov.

## Upravno-politična delitev
Na področju občine je bilo ustanovljenih dvajset krajevnih skupnosti. Te so bile: Slava Klavora (obsegala področje severnega Tezna), Martin Konšak (srednje Tezno), Silvira Tomasini (južno Tezno in Tezenska Dobrava), Brunšvik, Dravski Dvor, Fram, Hoče, Loka-Rošnja, Marjeta-Trniče, Miklavž, Prepolje, Rače, Reka-Pohorje, Rogoza, Slivnica, Orehova vas-Hotinja vas, Skoke, Starše in Zlatoličje.  
Sedež Občine Maribor-Tezno je bil na Ptujski cesti 117, kjer se danes nahaja Uprava prometne policije Maribor.

## Grb
Občina je uporabljala grb mesta Maribor. 

## Prebivalstvo
Leta 1987 je imela občina okoli 36.000 prebivalcev, s čimer je bila po številu prebivalcev druga največja izmed šestih mariborskih občin. Največ prebivalcev so imele KS Slava Klavora (4600), KS Silvira Tomasini (4200) in KS Martin Konšak ter KS Miklavž vsaka s po približno 3500 prebivalci.

## Gospodarstvo
Občina je bila najpomembnejši industrijski bazen Maribora, saj je njen delež v celotni industrijski proizvodnji znašal kar 40%. Zaposleni v industrijski proizvodnji so ustvarili 73 % družbenega proizvoda v občini. Glavno industrijsko proizvodnjo je predstavljala strojna in kovinsko-predelovalna industrija ter proizvodnja prometnih sredstev. Pomembno je bilo tudi kmetijstvo – predvsem na Dravskem polju, s katerim se je ukvarjalo 7,5 % prebivalstva.
Glavni gospodarski subjekti v občini so bili: Tovarna avtomobilov in motorjev, Metalna, Cevovod, IMP Montaža, Atmos in druge. 
Leta 1986 je bilo v občini zaposlenih 16.661 delavcev, od tega kar 15.492 v gospodarstvu.

## Promet
Glavna prometnica skozi občino je bila Ptujska cesta, ki Tezno seka na dva pol in se nadaljuje skozi nekdanja naselja v občini: Miklavž, Starše in Zlatoličje. Ostale pomembne ceste so bile: Dogoška, Zagrebška, Prvomajska in druge. Skozi območje občine je potekala tudi avtocesta A1 in hitra cesta H2.  
Povezava s centrom mesta je bila urejena z mestnimi avtobusnim prometom z okoliškimi naselji pa s primestnimi linijami. 
Že vse od izgradnje Južne železnice, je bil železniški promet izjemnega pomena za tezensko industrijo. Na območju občine se je nahajala Železniška postaja Maribor Tezno, ki je v osnovi tovorna in ranžirna postaja, v njeno sestavo pa sodi tudi postajališče za potniški promet. 